# NGC 5667
NGC 5667 ist eine Balken-Spiralgalaxie vom Hubble-Typ SBc im Sternbild Drache am Nordsternhimmel. Sie ist schätzungsweise 93 Millionen Lichtjahre von der Milchstraße entfernt und hat einen Durchmesser von etwa 45.000 Lj.
Das Objekt wurde am 17. April 1789 von Wilhelm Herschel entdeckt.